# Sukagumiwang (plaats)
Sukagumiwang is een bestuurslaag in het regentschap Indramayu van de provincie West-Java, Indonesië. Sukagumiwang telt 6418 inwoners (volkstelling 2010).